# Surdo
Een surdo is een slaginstrument van Braziliaanse herkomst, bestaande uit een middelgrote houten of metalen trommel. De surdo wordt vaak bij samba-uitvoeringen en carnaval gebruik en heeft een warm geluid.